# Notiobiella stigmatica
Notiobiella stigmatica är en insektsart som beskrevs av Banks 1909. Notiobiella stigmatica ingår i släktet Notiobiella och familjen florsländor. Inga underarter finns listade i Catalogue of Life.